# Zygmunt Sakiewicz
Zygmunt Sakiewicz (ur. 3 kwietnia 1927, zm. 29 kwietnia 1979 w Krakowie) – działacz polityczny i gospodarczy, wiceprezydent Krakowa.
Uzyskał tytuł magistra. Był przewodniczącym Wojewódzkiej Komisji Cen, wiceprzewodniczącym Wojewódzkiej Komisji Planowania w Krakowie. Pełnił funkcję wiceprezydenta miasta Krakowa.
Został odznaczony Krzyżem Komandorskim Orderu Odrodzenia Polski.
Był żonaty z Ireną. Zmarł w wieku 52 lat. Został pochowany 3 maja 1979 roku w alei zasłużonych na cmentarzu Rakowickim (kwatera LXIX pas A-II-9).

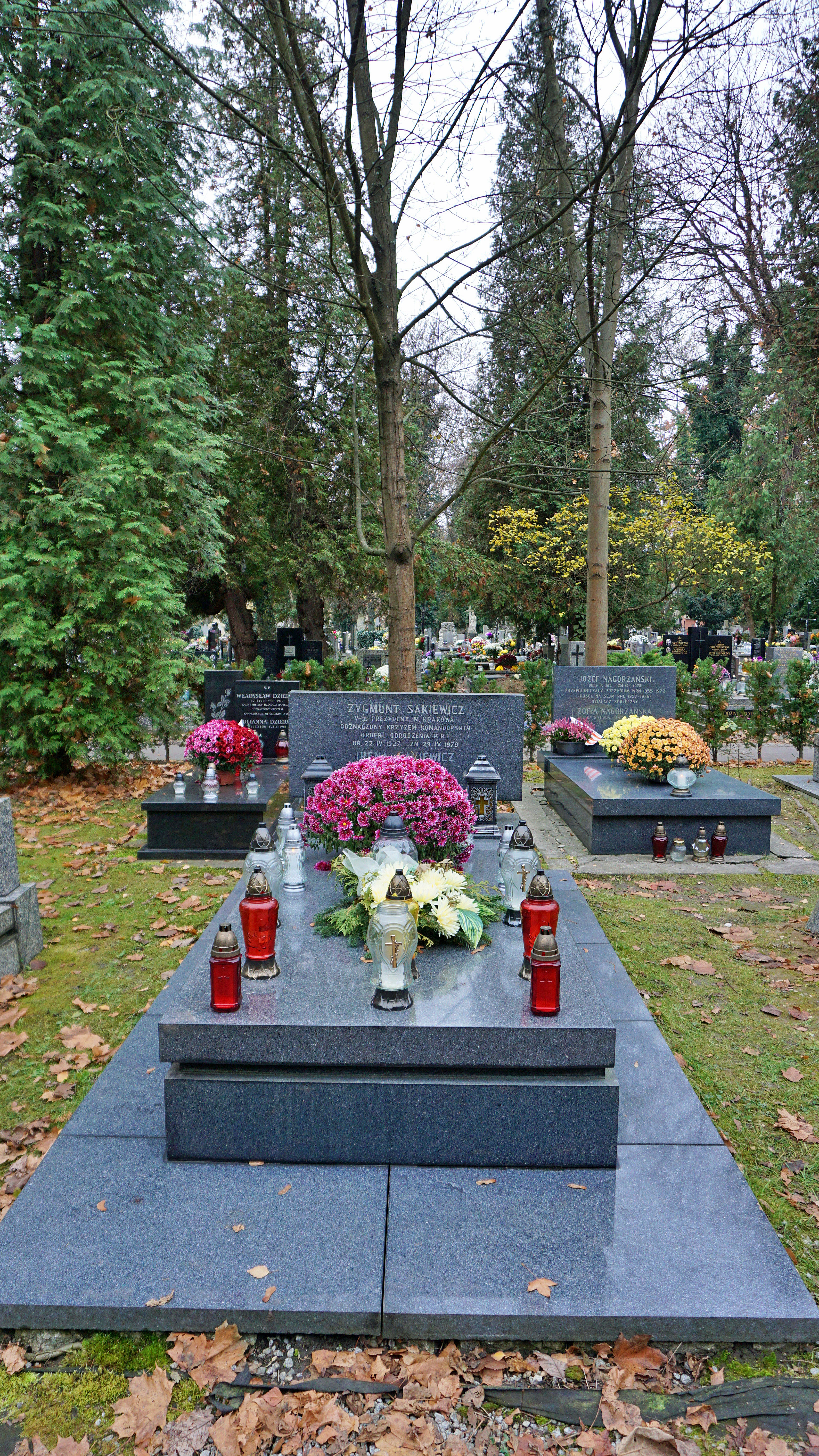
Grób Zygmunta Sakiewicza na cmentarzu Rakowickim